# パレスベラ海盆
パレスベラ海盆（パレスベラ かいぼん、Parece Vela Basin） または 沖ノ鳥島海盆（おきのとりしま かいぼん）は、フィリピン海プレートの一部をなし、1500万年前までに四国海盆の南方に形成された背弧海盆である。

## 概要
パレスベラ海盆は四国海盆とともに約3000万 - 1500万年前に形成されたと考えられる。その拡大の中心はパレスベラリフトと称され、水深は場所によって6500メートルにもおよぶ深い凹地が雁行状に配列している。この雁行配列は古くから注目されており、上部マントル由来と考えられるかんらん岩も採取され、その拡大はかねてより非マグマ的なものではないかとの議論がなされてきた。パレスベラリフトは2001年（平成13年）、日本政府の大陸棚調査によって低速拡大海嶺の典型的な構造を有していることが再確認され、当時、その特異な構造は「ジャイアントメガムリオン」と命名された。
1500万年前までに、四国海盆ならびにパレスベラ海盆が形成されたことにより、伊豆・小笠原・マリアナ島弧と九州・パラオ海嶺が分断された
。
パレスベラ海盆の形成については、東経138度を境にして海盆の東西で著しく地形の線構造が変化していることが注目される。これは、1900万年前の地磁気異常の時期に海盆の拡大方向が変化したことを示すものであり、当該期を境としてパレスベラ海盆の発達史を2期に大別することができる。すなわち、19Ma以前（前期）が東西拡大のステージであり、19Ma以降（後期）が拡大軸が反時計周りに回転して北東・南西方向に拡大したステージとなる。後期において北東・南西軸に拡大が生じた理由としては、マリアナ海溝へ沈み込んだと推定される太平洋プレートの斜め沈み込みが主因と考えられる。
当初「ジャイアントメガムリオン」と命名された「メガムリオン地形」（「畝つき亀の甲」地形）は、地下のマントルが露出して固まったものと考えられる岩塊がドーム状をなしている地形で、海洋コアコンプレックスとも称され、表面に海底の拡大方向にコルゲーションと呼ばれる平行な畝（うね）構造をともなう。メガムリオンないしムリオン地形は、張力場のもとで、低角の（水平に近い）正断層が大規模に発達することによって、通常は地表に現れない、断層下側の地殻の深部やマントルの一部が露出することによって形成されたのではないかと考えられ、かんらん岩や斑れい岩などから構成される。
2001年、沖ノ鳥島と北マリアナ諸島のほぼ中間で発見されたジャイアントメガムリオンはのちに、怪獣ゴジラにちなみ、「ゴジラ・メガムリオン」と名づけられ、2022年1月、国際承認を受けた。その大きさは縦125キロメートル、幅55キロメートル、最深部との高低差4キロメートルであり、マントルが露出したドーム状の岩塊としては世界最大である。パレスベラ海盆の中央部には長辺35キロメートル以下の普通サイズのムリオンが他にも見つかっている。